# Thyone theeli
Thyone theeli is een zeekomkommer uit de familie Phyllophoridae.
De wetenschappelijke naam van de soort werd in 1995 gepubliceerd door Francis Rowe.